# Schillstraße 8 (Stralsund)

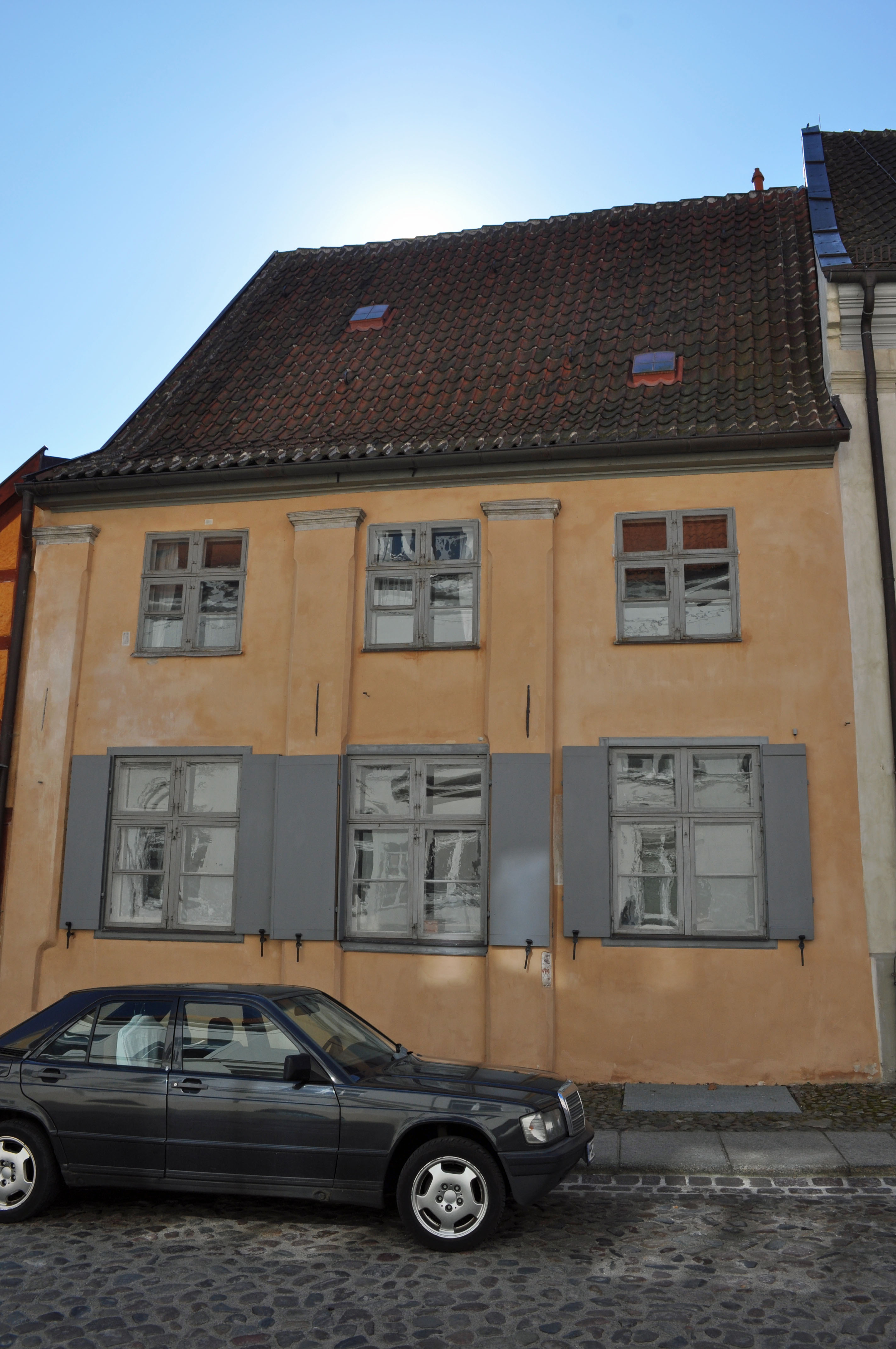
Das Haus Schillstraße 8 in Stralsund (2012)

Das Gebäude mit der postalischen Adresse Schillstraße 8 ist ein denkmalgeschütztes Bauwerk in der Schillstraße in Stralsund. Es ist Teil des einstigen Klosterkomplexes St. Annen und Brigitten.
Der zweigeschossige und dreiachsige, traufständige Putzbau wurde in der zweiten Hälfte des 18. Jahrhunderts errichtet. Am Ostgiebel wurde später ein in Fachwerk ausgeführter Anbau mit Pultdach angefügt.
Die Fassade ist schlicht gestaltet. Geschossübergreifende Pilaster prägen die Ansicht.
Das Haus liegt im Kerngebiet des von der UNESCO als Weltkulturerbe anerkannten Stadtgebietes des Kulturgutes „Historische Altstädte Stralsund und Wismar“. In die Liste der Baudenkmale in Stralsund ist es mit der Nummer 679 eingetragen.